# Epurator (scufundare)

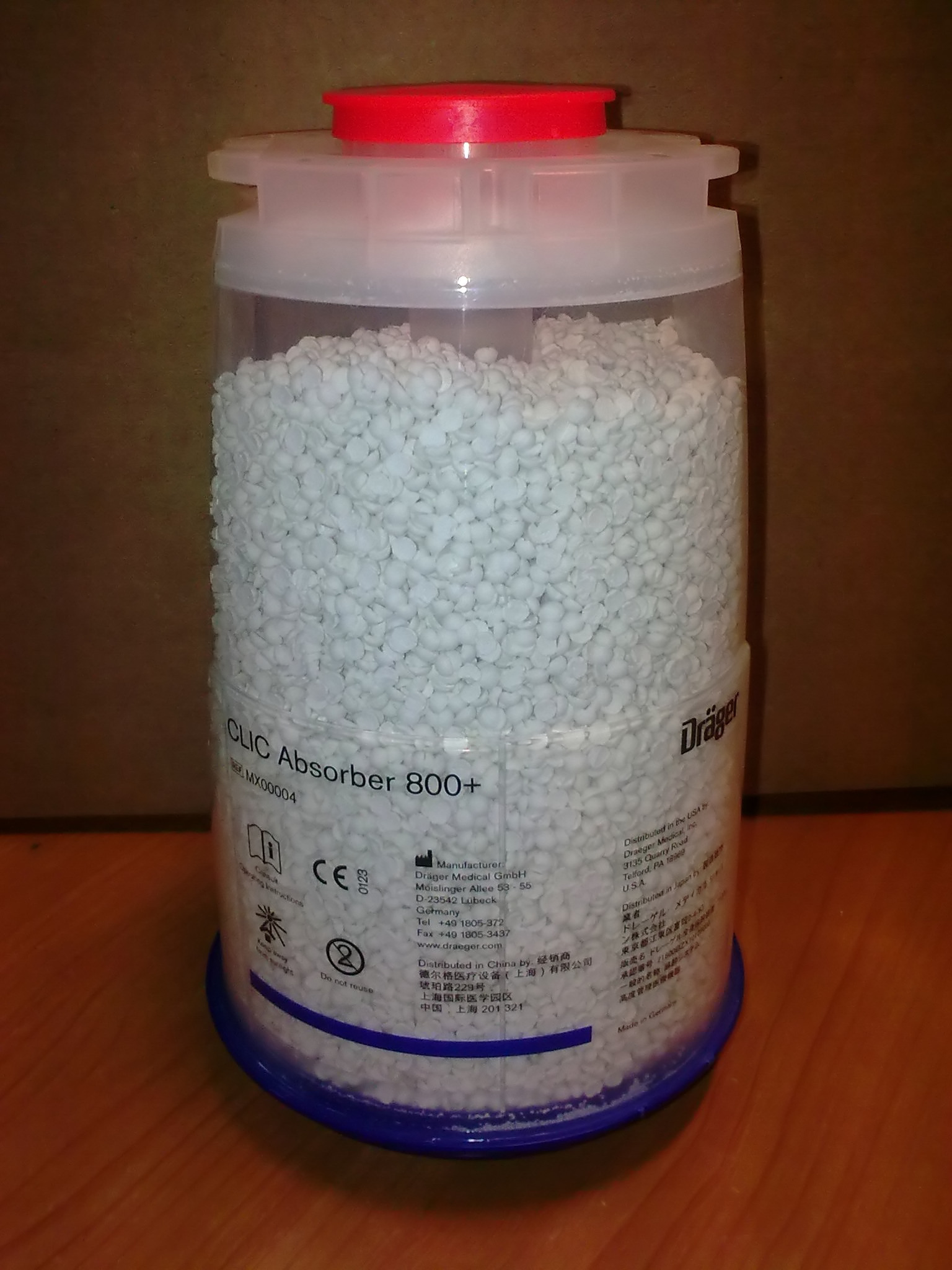
Drägersorb® Soda Lime

Epurator sau cartuș epurator este o canistră cu care sunt echipate aparatele de respirat sub apă cu circuit închis, semiînchis și mixt, barocamere, turele închise și chesoane de decompresie, laboratoare hiperbare, case submarine etc, pentru reținerea dioxidului de carbon din amestecul respirator expirat de către scafandrii.
Epuratorul este alcătuit dintr-un sorbent chimic (material absorbant), specific reținerii bioxidul de carbon (sorbatul), introdus într-una sau mai multe canistre formând niște cutii filtrante, cartușe epuratoare sau, în general, elemente filtrante.

## Sorbenții
Sorbenții pentru purificat amestecurile respiratorii trebuie să îndeplinească următoarele condiții:
- posibilitatea de a sorbi cu ușurință și cu viteză mare;
- capacitatea de a sorbi cantități apreciabile;
- puterea de a reține sorbatul imediat ce a fost sorbit;
- rezistența mecanică a granulelor de a-și păstra mărimea și forma când sunt încărcate în canistră;
- capacitatea de a-și păstra proprietățile în condiții normale de depozitare și folosire.

## Caracteristicile sorbenților
Principalele caracteristici ale sorbenților, care au importanță pentru aplicațiile lor sunt:
- Suprafața specifică: raportul dintre suprafața de sorbție și unitatea de volum a sorbentului.
- Porozitatea: raportul dintre volumul total al porilor și volumul sorbentului.
- Densitatea: cu cât densitatea este mai mică cu atât viteza de sorbție este mai mare.
- Rezistența mecanică: trebuie să aibă o rezistență mecanică mare pentru a nu se fărâmița sau prăfui.
- Granulația: scăderea granulației influențează negativ rezistența la respirație prin
- Capacitatea sorbției: definită prin cantitatea de substanță sorbită de unitatea de volum sau de masa de material sorbant
- Retentivitatea: proprietatea pe care o au sorbenții de a reține o parte din gazul sau vaporii sorbiți.
- Timpul acțiunii de protecție: reprezintă momentul când în gazul ieșit apar primele urme de substanță nereținută.
- Pierderea de sarcină (căderea de presiune): trebuie să aibă o valoare cât mai mică deoarece creșterea rezistenței la trecerea amestecului gazos îngreunează respirația scafandrului.

Aparatele de respirat sub apă cu circuit semiînchis, închis și mixt utilizează epuratoare cu calce sodată (var sodat) pentru reținerea bioxidului de carbon .

## Calce sodată
Calcea sodată sau varul sodat este un agent chimic care reacționează cu bioxidul de carbon și este folosită în mod curent în epuratoarele aparatelor de respirat cu circuit închis, semiînchis și mixt, barocamere, turele închise etc. Principalii constituienți ai calcei sodate sunt hidroxidul de calciu Ca (OH)2 (70...80%), apa H2O (16...20%), hidroxidul de sodiu NaOH (1...2%) și hidroxidul de potasiu KOH (>0...1%).
Absorbția de dioxid de carbon de către calcea sodată este un proces chimic care decurge astfel:
{\displaystyle \mathrm {CO_{2}+\ H_{2}O\longrightarrow H_{2}CO_{3}} }
{\displaystyle \mathrm {H_{2}CO_{3}+2\ NaOH\longrightarrow Na_{2}CO_{3}+2H_{2}O} } + căldură
{\displaystyle \mathrm {Na_{2}CO_{3}+\ Ca(OH)_{2}\longrightarrow CaCO_{3}+2NaOH} }
De asemenea, se mai formează și hidroxidul de potasiu (potasa caustică).
Procesele produc un exces de apă și căldură. Există o producție netă de trei molecule de apă pentru fiecare moleculă de dioxid de carbon absorbită.
Într-un cartuș epurator, 0,5 kg de absorbant poate reduce cantitatea de CO2 produsă de un scafandru în deplasare sub apă, timp de 60 minute, iar o scufundare având o durată de 2 ore, ar necesita 1 kg de absorbant.

## Calce baritată
Calcea baritată este o substanță granulară formată din amestecul dintre hidroxid de calciu și hidroxid de bariu (var baritat). Are aceleași utilizări ca și calcea sodată, însă datorită prețului de cost mai ridicat se folosește mai rar.

## Hidroxid de litiu
Hidroxidul de litiu este un sorbant ce se utilizează mai mult în cartușele epuratoare ale submarinelor pentru reținerea bioxidului de carbon și a altor gaze din atmosferă.

Este obținut prin dizolvarea litiului sau a oxidului de litiu în apă.

## Probleme de funcționare ale epuratorului
Sub apă, în timpul funcționării, pot să apară o serie de probleme ale epuratorului cum ar fi:
- viteza mare a gazului: gazul nu se va afla în stratul de granule un timp suficient pentru ca reacția chimică să aibă loc;
- temperatura scăzută a apei: apa din granule poate îngheța,
- reținerea umezelii: umezeala poate condensa pe pereții canistrei, și dizolva granulele formând o pastă care va împiedica trecerea gazului;
- căldura generată din reacții: stratul de granule poate genera căldură cu temperaturi de până la 540C;
- efectul de canalizare: este un efect produs de gazul care poate găsi un spațiu printre granule sau poate curge de-a lungul peretelui canistrei și nu va fi epurat,
- îndesarea materialului absorbant în canistră: granulele se pot sfărâma în bucăți mici asemănătoare nisipului, împiedicând trecerea gazului;
- pătrunderea apei în epurator: granulele se pot dizolva formând o pastă conducând la încetinirea reacției chimice,
- reținerea apei în canistra cu absorbant: procesul de reducere cu 5% a dioxidului de carbon din amestecul respirator timp de 2 ore, generează aproximativ 236,6 ml apă. Aceasta este un exces de apă care trebuie condus în exteriorul canistrei cu granule. O canistră care este concepută corespunzător, permite gazului cald să iasă în exterior înainte de apariția condensului. Se utilizează captatori de apă specializați pentru a colecta excesul de apă, sau purje ce pot fi instalate pentru asigurarea unei purjări a apei din sistem;
- contaminarea cartușului epurator: canistra epuratorului trebuie să fie bine curățată după fiecare întrebuințare.

## Măsuri de prevenire a apariției problemelor în cartușul epurator
Scafandrii trebuie să cunoască următoarele elemente importante:
- eliminarea dioxidului de carbon din amestecul respirator, se realizează printr-o reacție chimică (filtrare chimică) și nu printr-o filtrare fizică;
- căldura degajată de canistră constituie o indicație pozitivă că absorbantul funcționează.
- materialul absorbant nu trebuie reutilizat deoarece se reduce eficiența;
- întregul exces de apă din canistră trebuie eliminat;
- cutia cartușului epurator trebuie bine închisă, în mod etanș. Se recomandă folosirea canistrelor de unică folosință pentru asigurarea calității optime a materialului absorbant;
- utilizarea cartușului epurator în ape cu temperaturi scăzute, necesită o preîncălzire a canistrei peste punctul de îngheț, pentru a se asigura că procesul chimic poate avea loc;
- reutilizarea unui aparat de respirat sub apă cu cartuș epurator utilizat de către un alt scafandru, este strict interzisă deoarece nu se poate ști cu exactitate cât va dura eficacitatea absorbantului conținut în canistră.

## Vezi si
- Senzor electrochimic